# Museo de Historia de la Universidad de Pavia
El Museo de Historia de la Universidad de Pavía oficialmente abrió sus puertas en 1936 pero tiene antecedentes que se retrotraen a 1700, en la época de la Ilustración. Constituye un testimonio de la historia de la Universidad, donde han trabajado grandes eruditos como Antonio Scarpa, Camillo Golgi o el físico Alessandro Volta. Las dos secciones más importantes del museo son las de medicina y física, y en él se conservan también manuscritos literarios y legales.

## Historia
El museo fue creado en 1932 para acomodar el material que había sido hasta entonces mantenido en el Palacio Botta, con motivo del primer aniversario de la muerte de Antonio Scarpa, fundador de la Escuela de Anatomía Pavese.
La exposición fue organizada por Antonio Pensa, presidente del IV Congreso Nacional de Anatomía y profesor de Anatomía Humana de la Universidad de Pavía: escritos autógrafos, y los preparativos de anatomía fueron expuestos de Scarpa y otros anatómica de Rezia y Bartolomeo Panizza.
El museo actual fue inaugurado en 1936 y poco a poco ampliando a lo largo de los años, gracias a los objetos existentes en los museos y de las donaciones por los herederos de Camillo Golgi de objetos que le habían pertenecido: manuscritos, notas para conferencias y en particular el certificado original del Premio Nobel de Medicina que recibió en 1906.
Durante la guerra el museo fue cerrado, pero posteriormente se reabrió y gracias al Rector de Plinio Fraccaro amplió sus colecciones.
Además de los materiales en exhibición, el museo cuenta con muchos otros fondos que no están expuestos al público por falta de espacio.

## Sección de medicina
La sección de medicina está dividida en tres salas, que llevan el nombre del anatomista Antonio Scarpa, el cirujano patólogo Luigi Porta y el histólogo y patólogo Camillo Golgi, respectivamente.

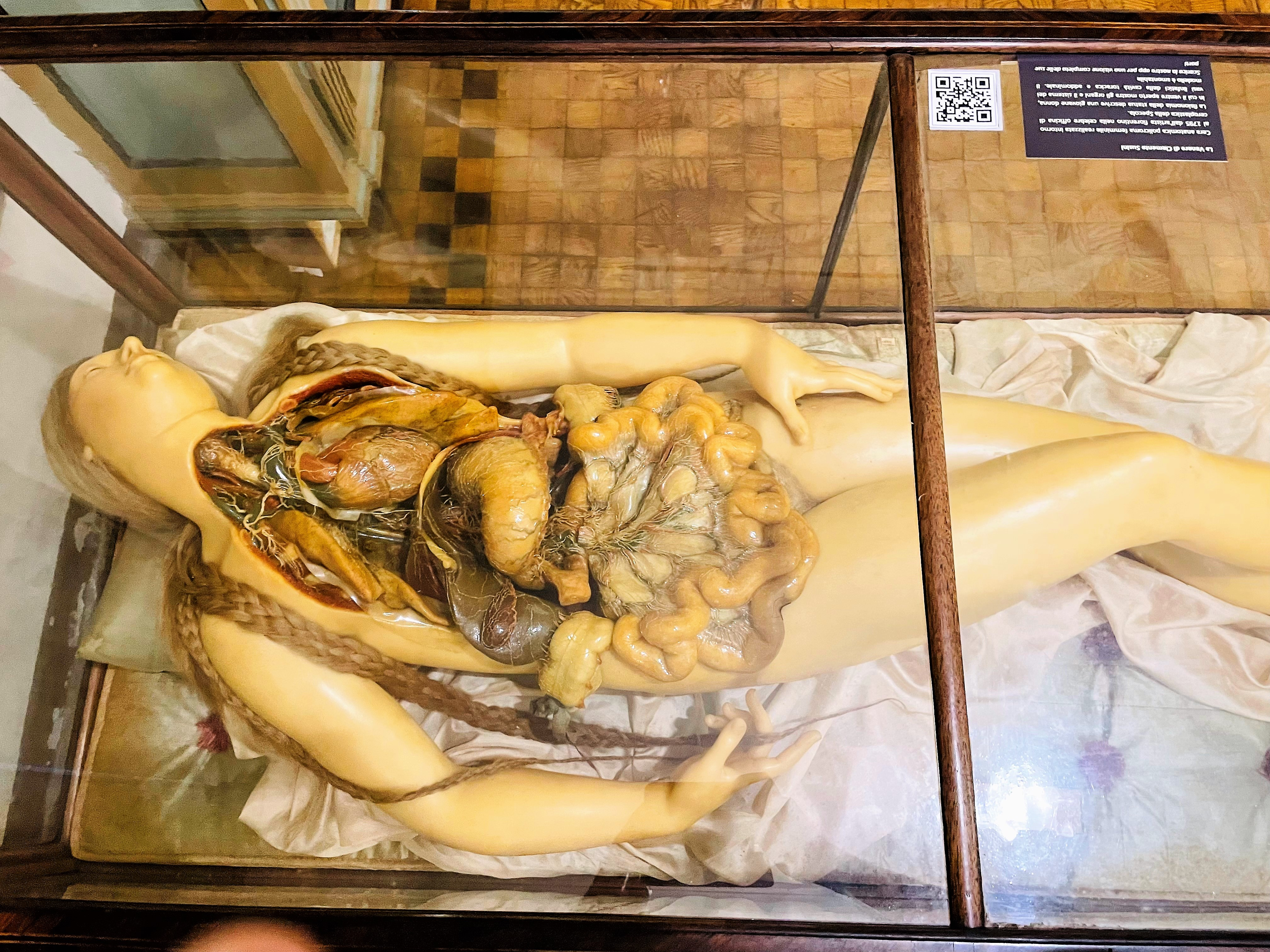
Clemente Susini, figura de cera anatómica, 1794.

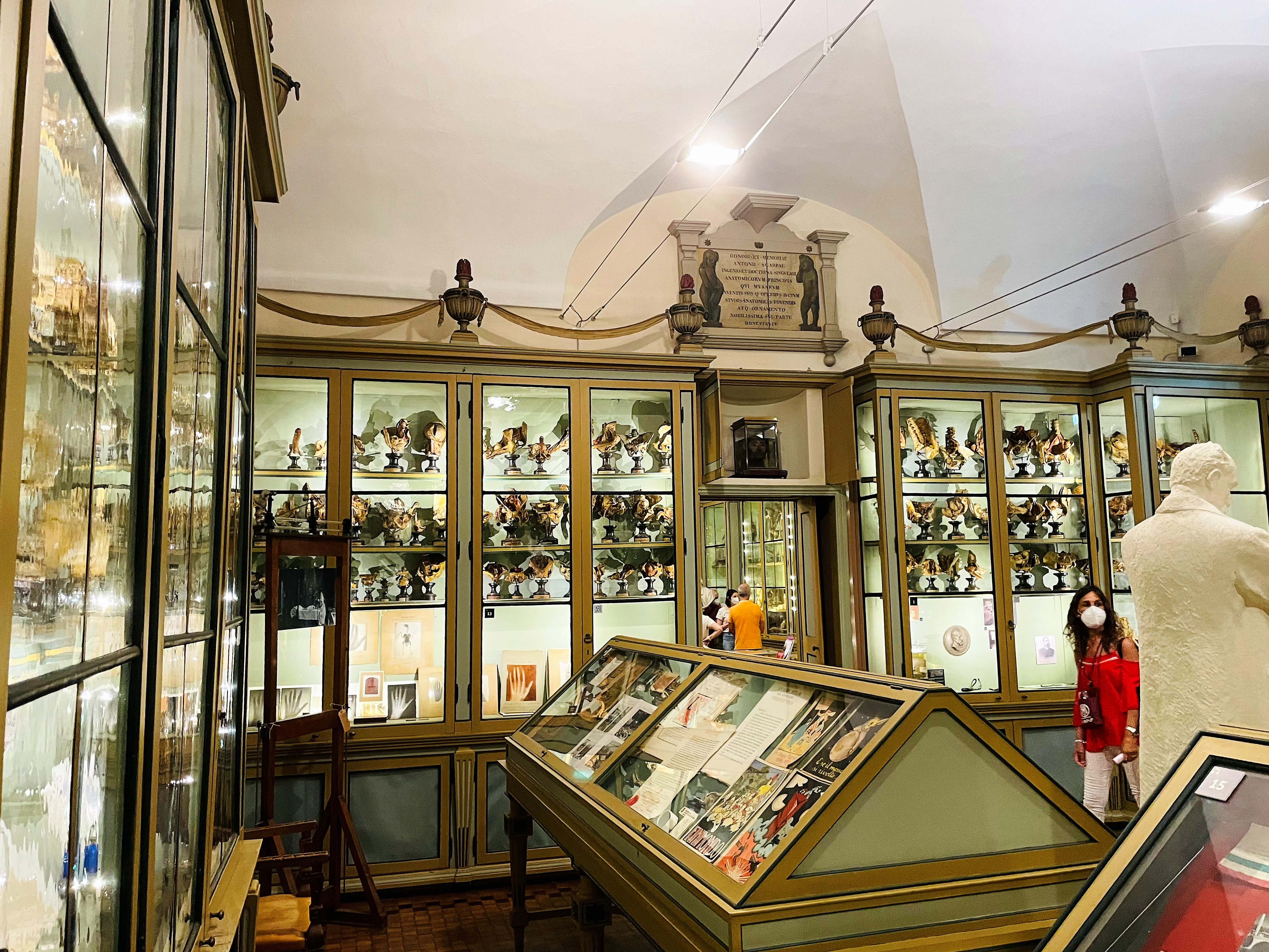
Una de las salas del museo médico.

En la Sala Scarpa, la actividad de estudio desarrollada en Pavía en el campo de las ciencias matemáticas, naturales y químicas está atestiguada por exposiciones relacionadas con científicos como Vincenzo Brunacci, Lazzaro Spallanzani y Louis Valentino Brugnatelli. Elementos seleccionados de las colecciones anatómicas y anatomopatológicas y algunas cajas de instrumentos quirúrgicos (parafernalia quirúrgica de Giovanni Alessandro Brambilla) entregados a Scarpa por el emperador José II se refieren a la actividad de Scarpa y sus sucesores, en particular Bartolomeo Panizza. Dos espléndidos modelos anatómicos de cera de tamaño natural, realizados por el modelador de cera florentino Clemente Susini, dan testimonio del importante carácter didáctico del museo. La pieza de la colección que más curiosidad despierta es la cabeza del anatomista Antonio Scarpa conservada en alcohol en una vitrina. Algunos explican la existencia de este objeto asociándolo al verdadero culto que habría suscitado en torno al profesor, mientras que según otros fue tan odiado por sus colaboradores que incluso lo mutilaron tras su muerte en 1832.
La Sala Porta alberga una gran colección de preparaciones anatómicas y patológicas (realizadas con diversas técnicas de conservación antropotómica), instrumentos quirúrgicos, protocolos de experimentación y expedientes médicos principalmente del museo que Luigi Porta había instalado en la clínica quirúrgica de San Matteo. Los preparados expuestos se dividen en preparados experimentales, como los relacionados con el sistema circulatorio, didácticos, que ilustran determinados tipos de operaciones (como, por ejemplo, técnicas de cirugía plástica como el método indio de rinoplastia), y patológicos, que demuestran cómo una patología de un órgano en estadios muy avanzados puede alterar profundamente su forma, estructura y relaciones anatómicas.
Un pequeño escaparate está dedicado a Paolo Mantegazza, una figura influyente en la antropología e historia italianas que fundó una pequeña práctica de patología experimental en la Universidad de Pavía en la que se formó Camillo Golgi.

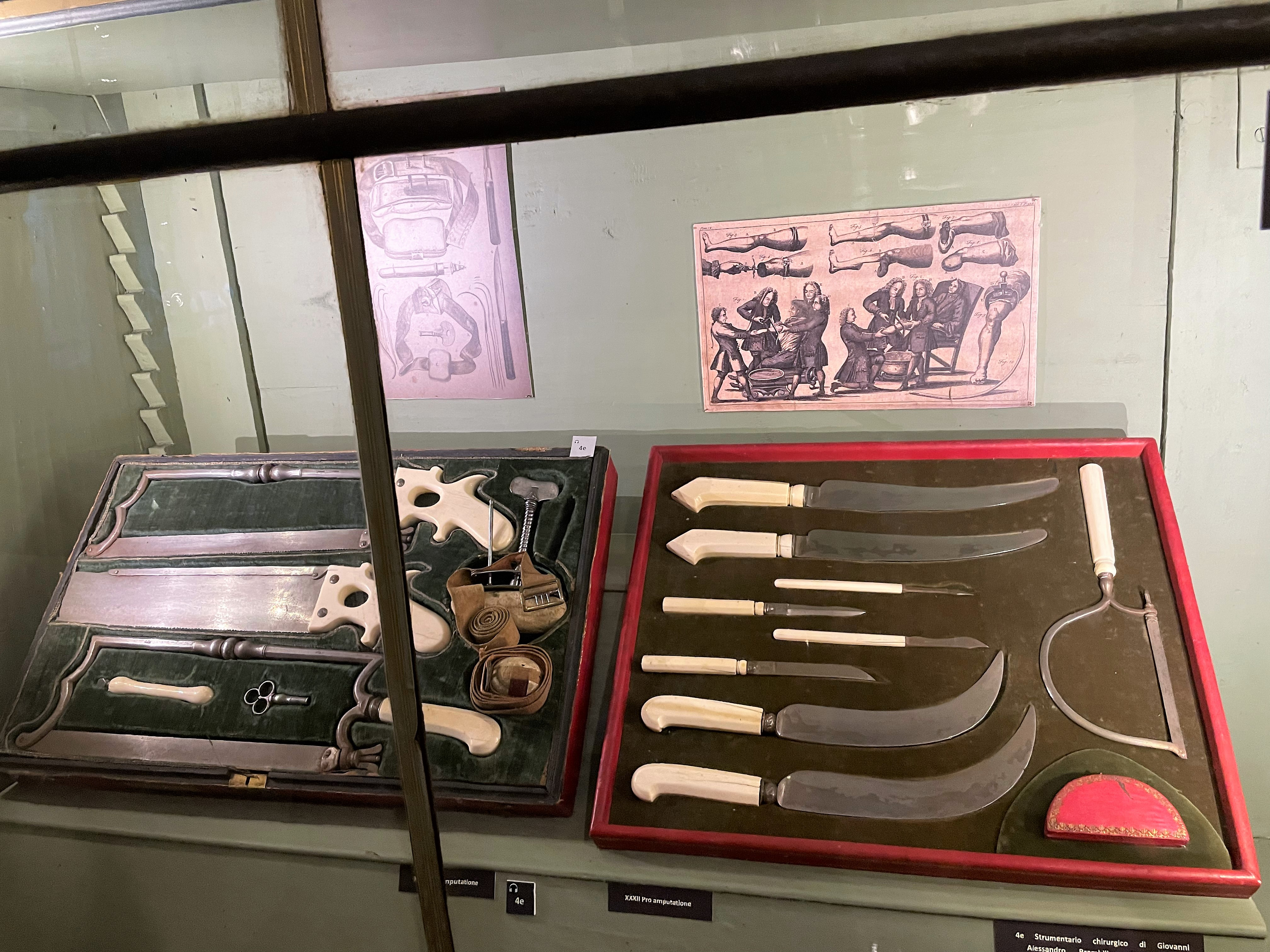
Algunos de los instrumentos quirúrgicos diseñados por Giovanni Antonio Brambilla (segunda mitad del)

La sala de Golgi está dedicada a Camillo Golgi, Premio Nobel de Medicina en 1906, por la invención de un método histológico, la reacción del cromo negro o plateado que sentó las bases de la neurociencia moderna. El gran escaparate central está dedicado a la vida y los descubrimientos del aparato de Golgi, fundamental también en el campo de la citología, con el descubrimiento del aparato de Golgi, y de las enfermedades infecciosas, con los estudios sobre la malaria.

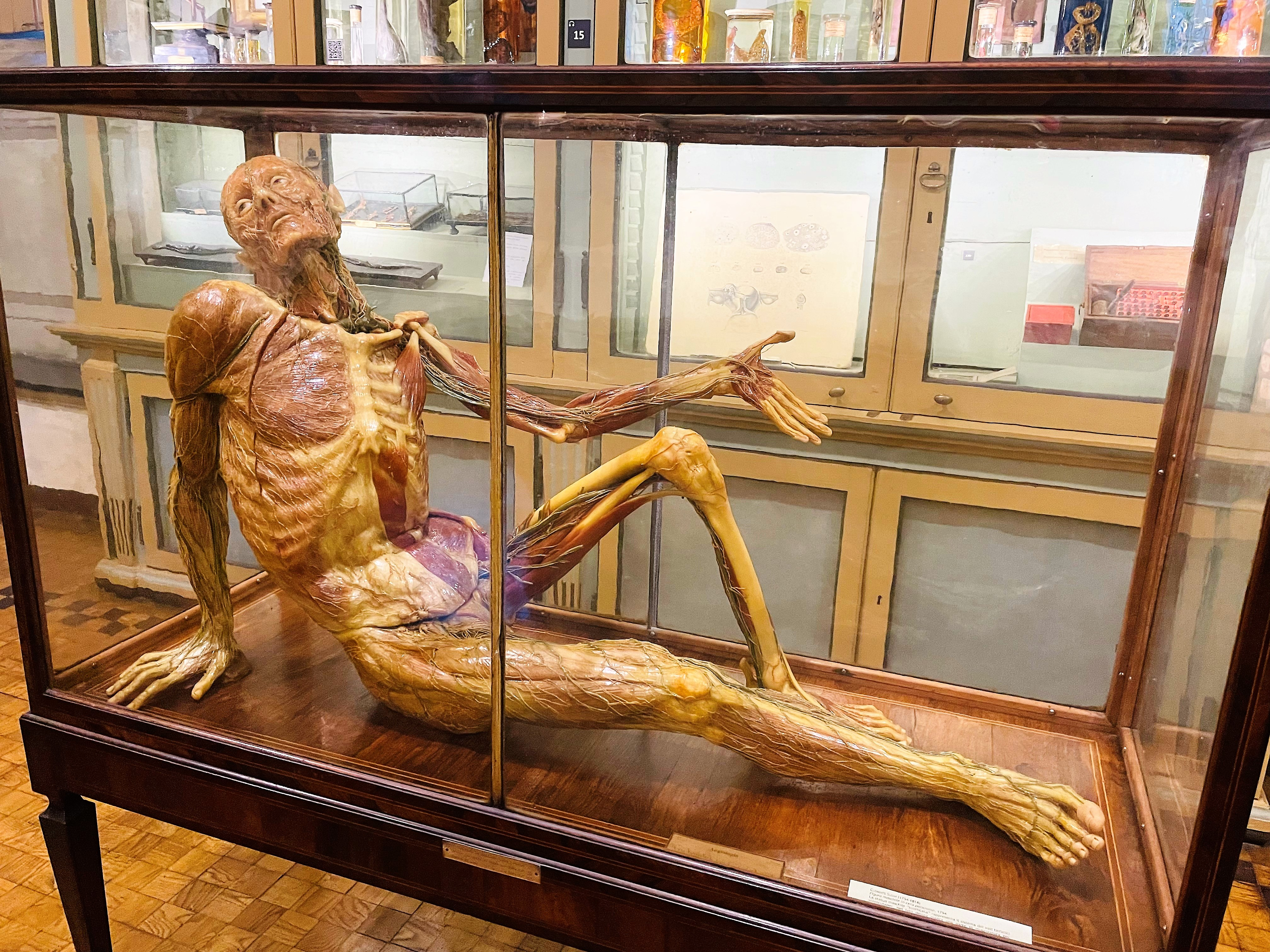
Clemente Susini, cera anatómica, 1794.

La parte superior de las estanterías a lo largo de las paredes presentan ejemplares del Museo Porta, mientras que la parte inferior de las vitrinas y las vitrinas centrales remiten, desde un punto de vista cronológico, a un período que va desde el último cuarto del siglo XIX hasta la primera mitad del siglo XIX XX. Se conservan testimonios de científicos que se formaron y trabajaron en la Universidad de Pavía, como Eusebio Oehl, quien desarrolló la histología en Pavía y tuvo como alumnos al propio Golgi y Giulio Bizzozero; Giacomo Sangalli, profesor de anatomía patológica; Carlo Forlanini que se dedicó al estudio de las patologías pulmonares y en particular de la tuberculosis, Edoardo Porro que realizó la primera amputación por cesárea útero-ovárica.
Algunos espacios están dedicados a la "escuela" de Golgi del Instituto de Patología General y a algunos de sus alumnos más brillantes, como Adelchi Negri cuyo nombre está ligado a un importante descubrimiento sobre la rabia, Emilio Veratti, Carlo Moreschi, Antonio Carini y Aldo Perroncito.

## Sección física

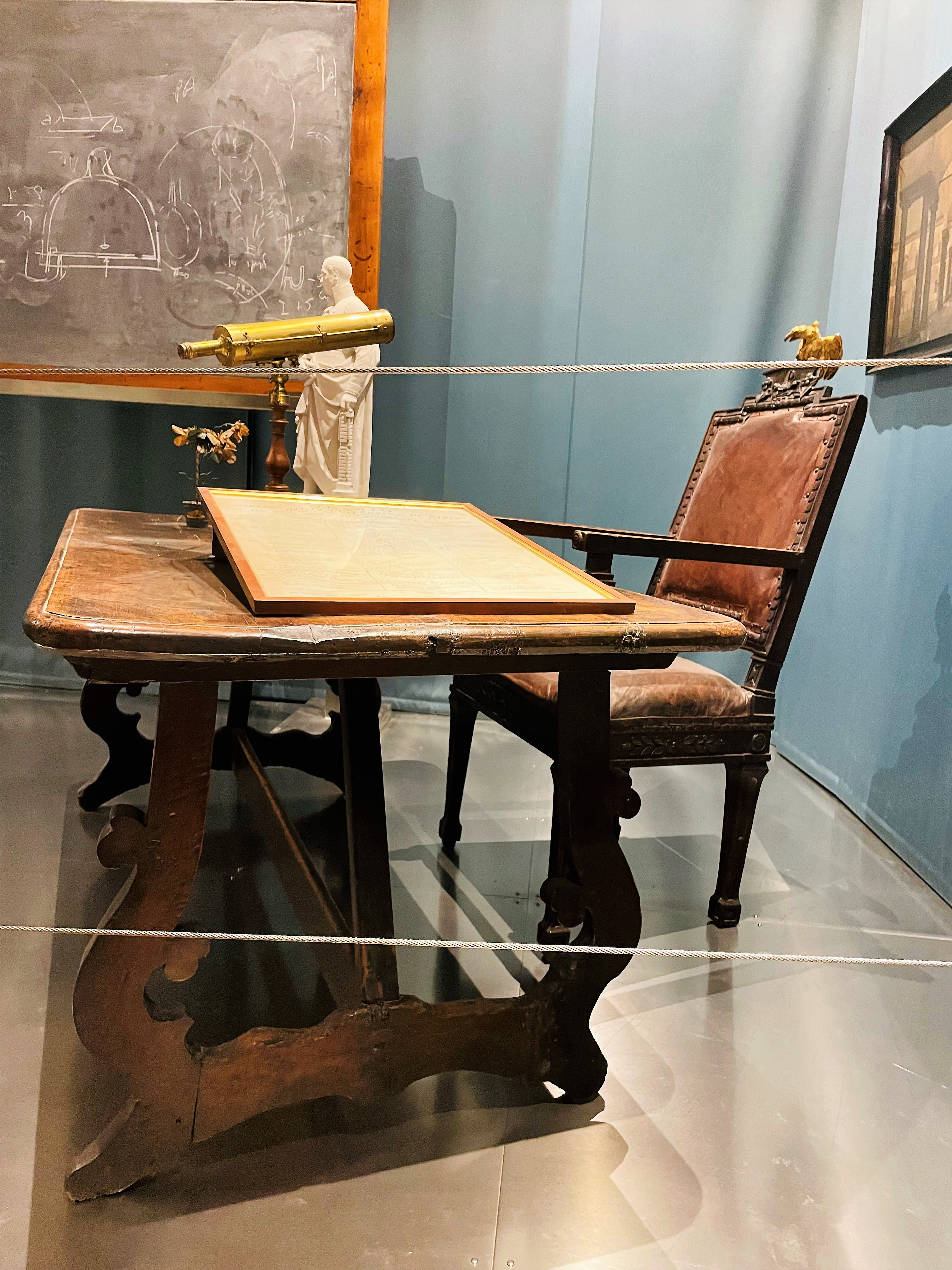
Silla y pizarra de Alessandro Volta.

El origen de la colección de física se remonta al antiguo Laboratorio de Física, fundado en 1771 durante la reforma de María Teresa I de Austria. Posteriormente se anexaron al museo el Teatro de Física (hoy Aula Volta) y una torre para observaciones meteorológicas. En 1778, Alessandro Volta fue nombrado profesor de física experimental y poco a poco había ido añadiendo a la colección muchos instrumentos adquiridos durante sus viajes por Europa. También agregó instrumentos que había diseñado y creado con la ayuda de hábiles artesanos.

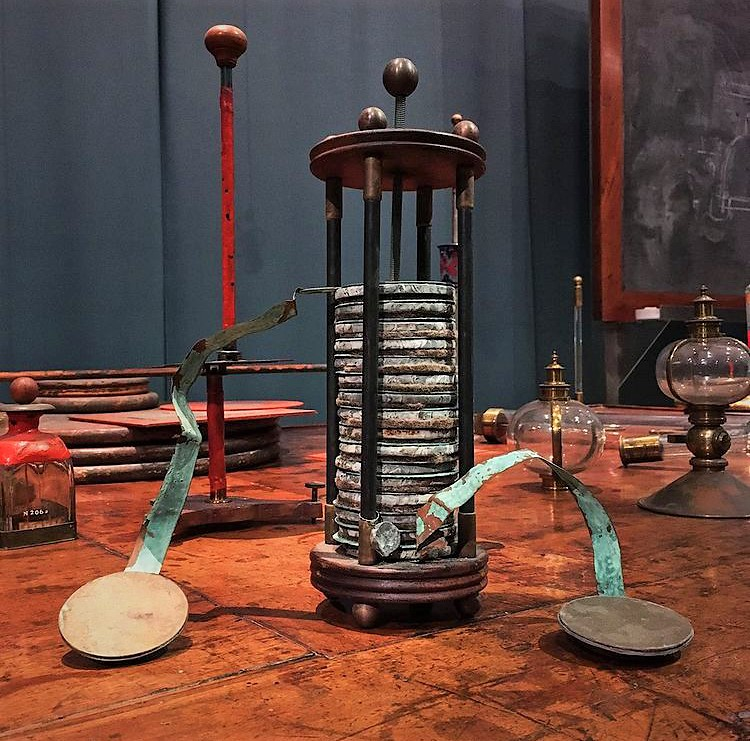
Pila eléctrica de Alessandro Volta

Volta utilizó muchas herramientas durante las exposiciones públicas, organizadas dos veces por semana de diciembre a junio. Además de los alumnos (a los que enseñaba diariamente), muchos espectadores (...normalmente más de 200, según sus escritos, Opere, Apéndice XXII). La colección fue enriquecida por Giuseppe Belli (director del museo de 1842 a 1860) con sus propios instrumentos, y por Giovanni Cantoni (museo de 1860 a 1893). Un inventario elaborado poco después de su muerte describe más de 2.000 piezas de instrumentos. Malheureusement, certains de ces instruments ont été soit détruits dans l'incendie du pavillon d'exposition en 1899 à Côme, lors de la célébration du centenaire de la collection, soit perdus lors de déménagements au fil des ans, dont le dernier était dû à la Segunda Guerra Mundial. Las 1.000 piezas restantes ahora se guardaban en esta sección.
La sección alberga una serie de colecciones de instrumentos utilizados por Alessandro Volta durante su mandato en la Universidad de Pavía. Dos mesas de trabajo, que usó, albergan muchos de los instrumentos que usó para estudiar las propiedades de una carga eléctrica: electróforos, electroscopio de pan de oro, electroscopio de condensación, electrómetros, conductores y capacitores de diferentes tamaños y formas. La colección también incluye varios frascos de Leyden, el generador electrostático de Nairne, eudiómetros, la pistola de Volta y un aparato para estudiar las expansiones de gas.

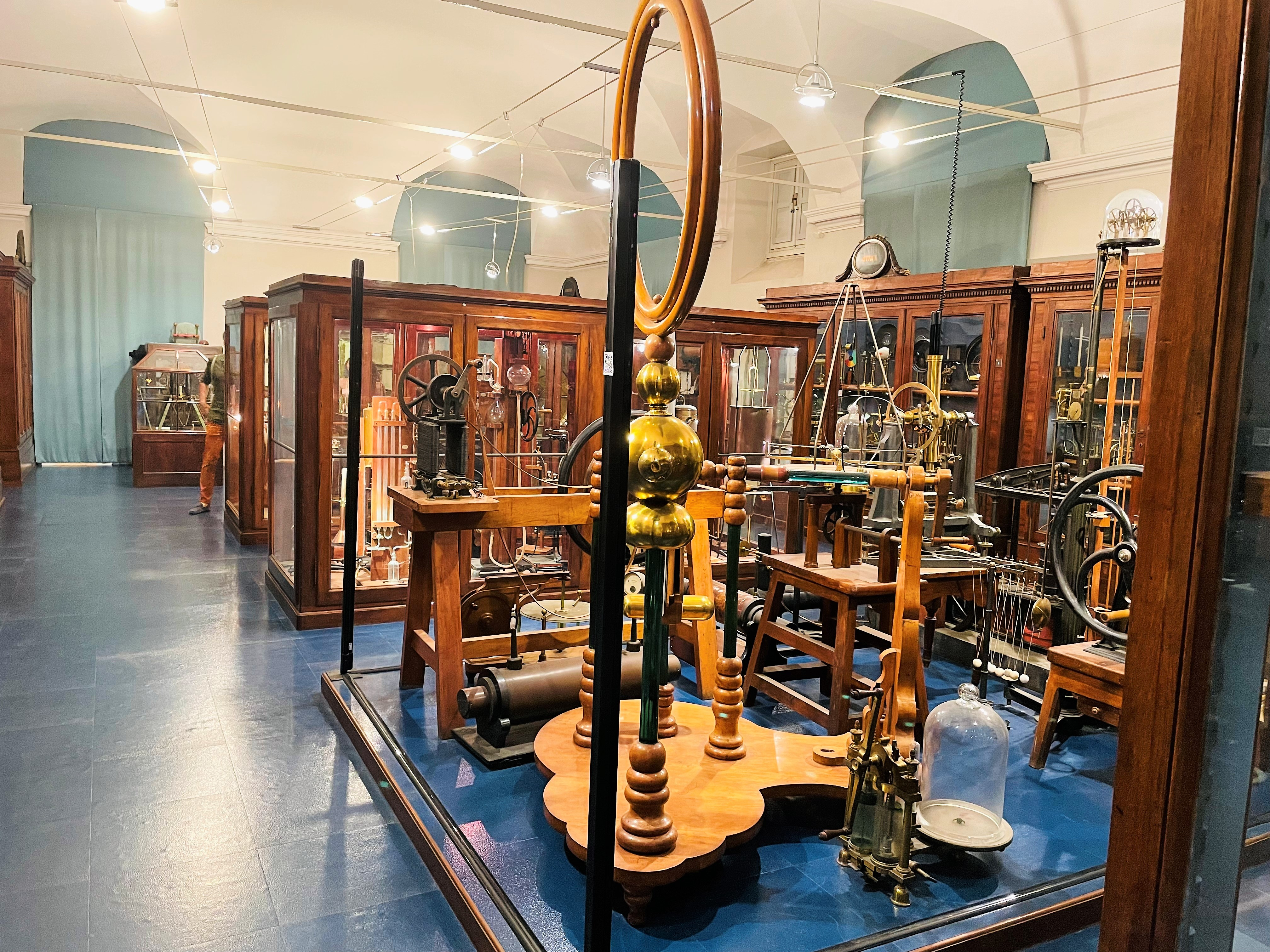
Antiguos instrumentos para el estudio de la Física (siglos)

En el centro de la sala hay una exposición de instrumentos mecánicos y neumáticos que pertenecieron al liceo Ugo Foscolo de Pavía - instrumentos para estudiar el movimiento en un plano inclinado y amortiguadores elásticos, poleas, bombas, una fuente y un aparato para el estudio de la resistencia del aire. Estos instrumentos fueron comprados o creados por Volta, los cuales fueron trasladados a mediados del siglo XIX a la escuela secundaria durante la reforma del sistema escolar.
Gabinete de física del siglo XIX: esta sección alberga una serie de instrumentos utilizados por los sucesores de Volta mientras ocupaban la cátedra de física. Hay más de 600 instrumentos, algunos de ellos son únicos. Giuseppe Belli agregó muchos instrumentos a la colección, muchos de los cuales eran suyos, incluido un generador de inducción electrostática, un motor magnetoeléctrico, un electrómetro Bohnenberger modificado y un generador electrostático. Esta enorme colección fue ampliada aún más por sus sucesores, Giovanni Cantoni y otros que lo siguieron.

## Información adicional
El Museo de Historia de la Universidad se encuentra en
Strada Nuova 65,
Universidad de Palacio, Pavía
y Teléfono Fax: (+39) 0382 29724
horas de apertura:
lunes, 15,30 / 17,00 viernes, Se puede reservar excursiones 09.30/12.00
en otras ocasiones, incluso para pequeños grupos con cita previa.